# Fool's Theory
Fool's Theory es una empresa desarrolladora de videojuego ubicada en Bielsko-Biała, Polonia, y fundada en 2015 por un grupo de programadores veteranos de CD Projekt RED y otras empresas del sector.

## Historia
El estudio fue fundado por un grupo de desarrolladores veteranos, entre los que se encuentra Jakub Rokosz, que funge como CEO y copropietario de la compañía, y quien trabajó en CD Projekt RED desde el 2010 hasta el 2015, siendo parte del desarrollo de The Witcher 2: Assassins of Kings y The Witcher 3: Wild Hunt. Con un tiempo similar de haber trabajado en CD Projekt RED, también está Karolina Kuzia-Rokosz, quien en Fool´s Theory ejerce como directora de diseño. Para 2023, el equipo estaba conformado por un aproximado de 60 empleados en diversas áreas.
El equipo colaboró con los desarrollos de Baldur’s Gate III, los DLC de Divinity: Original Sin 2, Hellblade: Senua's Sacrifice, Outriders y Gord. Pero su primer juego desarrollado por el estudio fue Seven: The Days Long Gone, que estrenó el 1 de diciembre de 2017.
En marzo de 2022, la empresa 11 bit studios adquirió el 40% de Fool's Theory por $1.49 millones.
En octubre de 2022, CD Projekt anunció varios lanzamientos para el futuro, entre los cuales se encontraba un juego de la saga The Witcher, llamado bajo el nombre clave de "Canis Majoris", y se describía como un RPG de mundo abierto, que estaba siendo desarrollado por un estudio externo conformado por veteranos de la saga. Más tarde ese mismo mes se reveló que este juego se trataba de un remake del primer juego de la saga, que sería desarrollado desde cero por Fool's Theory, bajo la supervisión de CD Projekt, y que sería trabajado con el motor Unreal Engine 5.
En febrero de 2023 anunciaron que el proyecto en el que habían estado trabajando desde 2022, conocido bajo el nombre clave de "Vitriol", bajo el sello editorial de 11 bit studios, se llamaba en realidad The Thaumaturge, un RPG de fantasía oscura.

## Videojuegos
| Año  | Juego                     | Plataformas |
| 2017 | Seven: The Days Long Gone | PC          |
| 2024 | The Thaumaturge           | PC          |
| TBA  | The Witcher               | TBA         |